# Jugo-Zapadnaja
Jugo-Zapadnaja (ryska: Ю́го-За́падная, "Sydvästra") är en station på Sokolnitjeskajalinjen i Moskvas tunnelbana.
Jugo-Zapadnaja öppnades den 30 december 1963, och blev då den nya slutstationen på linjen. Detta var den ända till 2014 då linjen förlängdes till den nya slutstationen Troparjovo.
Liksom så många andra 1960-talsstationer är stationen byggd enligt formatet trespanns pelardesign, även kallat "tusenfotingen".
Stationen är en av de mest trafikerade i Moskvas tunnelbana, med långt över 100.000 passagerare per dag.